# Апостольская префектура Линьцина
Апостольская префектура Линьцина (лат.  Praefectura Apostolica Lintsingensis) — апостольская администратура Римско-Католической церкви с центром в городе Линьцин, Китай. Апостольская префектура Линьцина распространяет свою юрисдикцию на часть территории провинции Шаньдун. Апостольская префектура Линьцина подчиняется непосредственно Святому Престолу.

## История
24 мая 1927 года Святой Престол учредил миссию Sui iuris Линьцина, выделив её из апостольского викариата Цзинаня (сегодня — Архиепархия Цзинаня).
5 апреля 1931 года Римский папа Пий XI издал бреве Cum aucto pastorum, которым преобразовал миссию sui iuris Линьцина в апостольскую префектуру.

## Ординарии апостольской префектуры
- Gaspare Hu (30.03.1931 — октябрь 1940);
- Giuseppe Ly (22.11.1940 — 1948);
- Paul Ly (18.11.1949 — 1981);
  - Sede vacante — c 1981 года по настоящее время.

## Источник
- Annuario Pontificio, Libreria Editrice Vaticana, Città del Vaticano, 2003, ISBN 88-209-7422-3
- Бреве Cum aucto pastorum AAS 24 (1932), стр. 42  (лат.)